# No Matter What
『No Matter What』(ノー・マター・ワット)はBoAの配信限定シングル

## 解説
韓国でのシングルとしては、2015年発売の『Christmas Paradise』以来、約半年振りのシングルとなる。
本作は韓国のラッパーBeenzinoとのコラボレーションとなっており、作詞もBoAとBeenzinoと共に参加、共同制作が行われた。
本作は夏の雰囲気に合わせ、明るくトロピカルハウスジャンルとして仕上げられており、歌詞の内容は何があったとしても一緒にいたいと思う恋人同士の想いを盛り込んでおり、BoAとBeenzinoそれぞれが男女の視点から歌とラップが調和した形となった。
配信開始日には各音楽配信サイトと、YouTube等にて本作のビデオ・クリップが公開された。

## 収録曲
1. No Matter What
作詞：BoA、Beenzino / 作曲：Hayley Aitken、Sebastian Lundberg、Fredrik Haggstam、Johan Gustafson